# Teresa Llacuna i Puig
Teresa Llacuna i Puig (Igualada, 27 de mayo de 1935) es una pianista, concertista y profesora española.

## Trayectoria
Hija única del poeta Joan Llacuna i Carbonell y de Teresa Puig i Garrell, inició los estudios de piano en Igualada con Joana Martí i Riba y con la maestría de Joan Just i Bertran. A los 15 años hizo su primera actuación en el Palacio de la Música Catalana. Se formó con el maestro Joan Gibert i Camins y de muy joven fue a París donde estudió invitada por Alfred Cortot y se formó con el pianista húngaro Béla Síki, con Artur Schnabel y con la pedagoga Maria Curcio. Ha actuado en Francia, España, Alemania, Suiza, Italia, Rusia e Inglaterra, y la crítica ha destacado su rigor interpretativo y estilo propio. Su padre fue su manager durante las giras.
Fue solista de la BBC, de Radio France y de Radio Nacional de España y actuó con las orquestas Filarmónica de Dresde, National de Lyon, Tenerife y Palatina. Ha realizado múltiples grabaciones con Sony y EMI, y ha participado en conciertos televisados.
Debido a problemas en las articulaciones tuvo que abandonar su actividad como concertista, y se ha dedicado a hacer de profesora y miembro del jurado de concursos y festivales locales e internacionales. Es presidenta de honor del Concurso Internacional de Piano Teresa Llacuna (CIPTL), creado en 2003 en Montélimar, Francia, por el pianista Pascal Gallet, y que a partir de 2011 se celebrará en Valence. Teresa Llacuna es directora de una escuela de piano en Saint-Romain-au-Mont-d'Or, cerca de Lyon, Francia.

## Discografía
- Trois siéculos de Musique Espagnole, SODER
- Integral de Falla, EMI SONY
- Récital Granados, EMI SONY
- Rondos à deux pianos Chopin, EMI